# Guadalevín
Il Guadalevín è un fiume che scorre nella provincia di Malaga. È un affluente del Guadiaro, il cui nome proviene dall'arabo Wadi-al-Labal (fiume di latte).
Nasce nella Sierra de las Nieves e nel suo primo tratto conosciuto anche come Fiume Grande fino a Navares e Tejares. Dopo passa per la città di Ronda dove ha scolpito il famoso Tajo, e sfocia nel fiume Guadiaro nel luogo conosciuto come La Indiana.
Il corso del fiume interessa i comuni di Parauta e Ronda.